# گولش-پارتسلا
گولش-پارتسلا (به لاتین: Golesze-Parcela) یک روستا در لهستان است که در گمینا وولبوژ واقع شده‌است.